# Hister cooperi
Hister cooperi är en skalbaggsart som beskrevs av G. Müller 1944. Hister cooperi ingår i släktet Hister och familjen stumpbaggar. Inga underarter finns listade i Catalogue of Life.